# 350e escadrille
La 350e escadrille (néerlandais : 350ste Smaldeel et anglais : 350th Squadron), est une escadrille de F-16 du 2e Wing tactique de la composante aérienne des forces armées belges.
Il fut constitué dans la Royal Air Force durant la Seconde Guerre mondiale sous le nom de No. 350 (Belgian) Squadron et est transféré à la Belgique en 1946.

## Historique

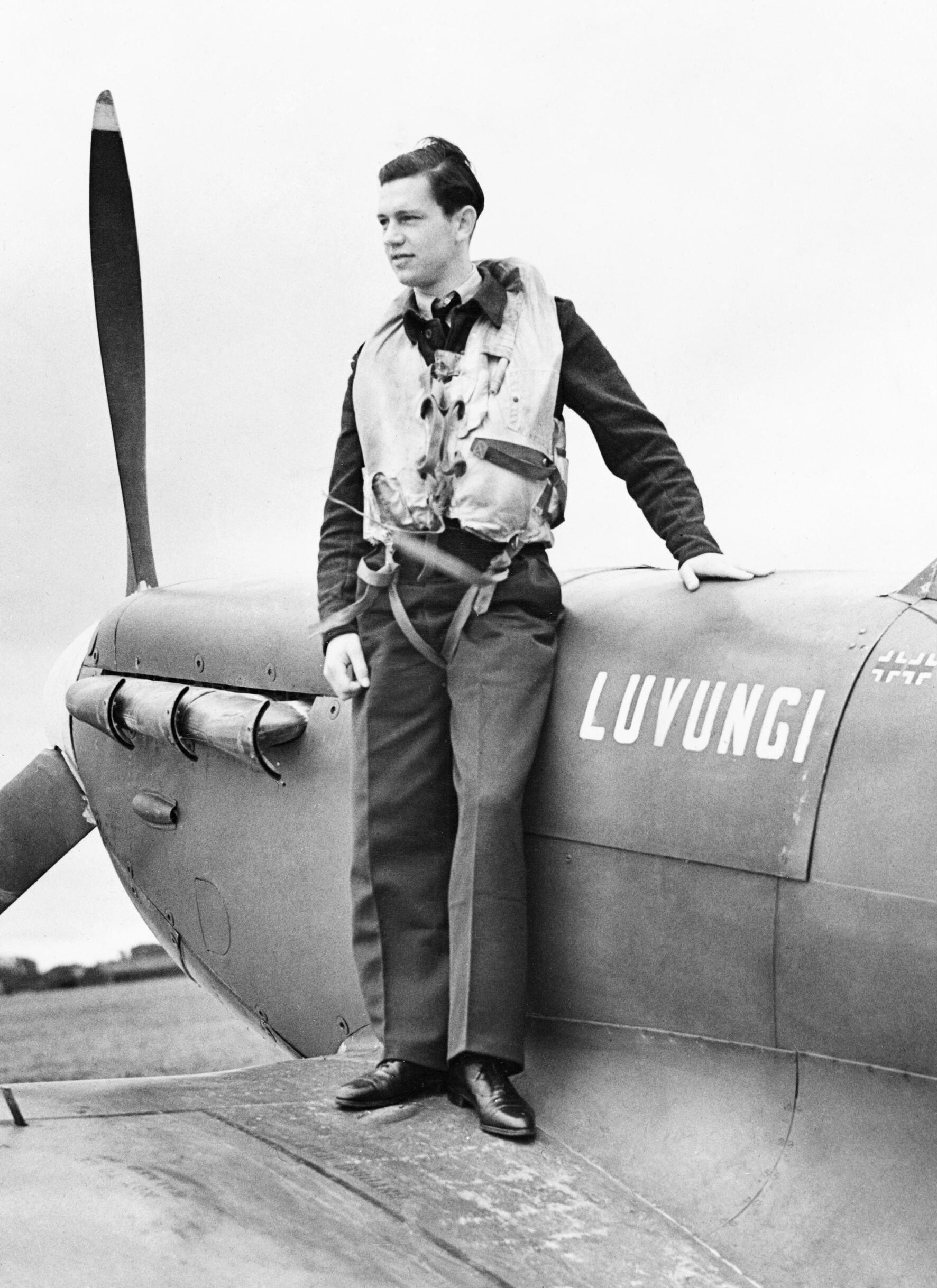
Henri Picard devant son Spitfire MkVb sur la base aérienne de Kenley en 1942.

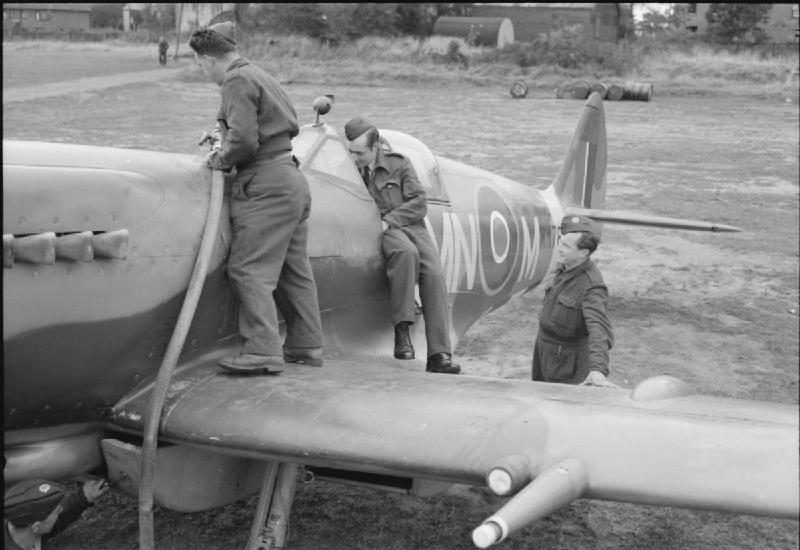
Un Spitfire Mark XIVE à Lympne dans le Kent en 1943/1944.

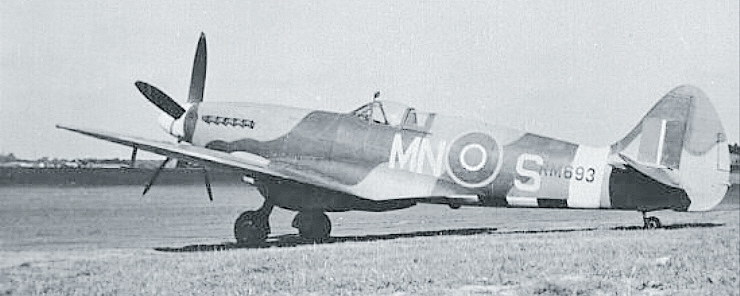
Supermarine Spitfire F.MK XIV, 350(Belgian) Squadron, base d'Hawkinge en 1944.

### Création - Royal Air Force
Le No. 350 (Belgian) Squadron, fut la première escadrille belge de la Royal Air Force. Dans un premier temps, des pilotes et candidats pilotes ayant rejoint l'Angleterre à la suite de la capitulation belge sont répartis et intégrés dans différents squadron de la RAF.
Le 12 novembre 1941, les pilotes belges sont regroupés dans une nouvelle escadrille. Le No. 350 (Belgian) Squadron est créé sur la base aérienne de la RAF de Valley et devient opérationnel le 22 décembre. L'inauguration officielle de l'escadrille a lieu le 12 février 1942 à Northolt en présence du premier ministre Hubert Pierlot et du ministre des finances  Camille Gutt.
Au départ, les missions de l'escadrille consistaient en des missions d'escorte de convoi en mer d'Irlande sur Spitfire IIA à partir de la base de la RAF d'Atcham. En avril 1942, l'escadrille déménage sur la base aérienne de Debden et effectue à partir de là des missions offensives au-dessus de la France.
En aout 1942, l'escadrille appuie le raid de Dieppe et, en juin 1944, participe au soutien des opérations du débarquement de Normandie. En août 1944, plusieurs "bombes volantes" V1 sont détruites lors des opérations. L'escadrille part pour la Belgique en décembre 1944 pour fournir des patrouilles offensives au-dessus des champs de bataille. Elle participe ainsi à la bataille des Ardennes, la campagne de Hollande et d'Allemagne. L'escadrille fut officiellement transférée à la force aérienne belge le 15 octobre 1946.
Le tableau de chasse de l'unité pendant la Seconde Guerre mondiale compte 66 victoires, dont un chasseur à réaction Arado 234 le 2 mai 1945 aux environs de la base allemande de Höhn, 17 victoires probables, 36 avions endommagés et 6 V1 abattus. 27 pilotes de l'escadrille y laisseront la vie, dont 22 en opération.

#### Bases utilisées de 1941 à 1945
| Groupe | Base          | Comté/Pays     | Arrivée           | Commentaires                |
| 9      | Valley        | Anglesey       | 13 novembre 1941  | Formation. Spitfire IIa.    |
| 9      | Atcham        | Salop          | 19 février 1942   | Conversion sur Spitfire Vb. |
| 10     | Warmwell      | Dorset         | 05 avril 1942     |                             |
| 11     | Debden        | Essex          | 15 avril 1942     |                             |
| 11     | Gravesend     | Kent           | 30 juin 1942      |                             |
| 11     | Martlesham H. | Suffolk        | 07 juillet 1942   |                             |
| 11     | Kenley        | Surrey         | 16 juillet 1942   |                             |
| 11     | Redhill       | Surrey         | 31 juillet 1942   |                             |
| 11     | Martlesham H. | Suffolk        | 07 septembre 1942 |                             |
| 11     | Redhill       | Surrey         | 15 septembre 1942 |                             |
| 11     | Rochford      | Essex          | 23 septembre 1942 |                             |
| 11     | Hornchurch    | Essex          | 07 décembre 1942  |                             |
| 11     | Heston        | Middlesex      | 01 mars 1943      |                             |
| 11     | Debden        | Essex          | 05 mars 1943      |                             |
| 11     | Hornchurch    | Essex          | 13 mars 1943      |                             |
| 11     | Fairlop       | Essex          | 15 mars 1943      |                             |
| 13     | Acklington    | Northumberland | 23 mars 1943      |                             |
| 13     | Ouston        | Northumberland | 08 juin 1943      |                             |
| 13     | Acklington    | Northumberland | 20 juillet 1943   |                             |
| 12     | Digby         | Lincolnshire   | 25 Aout 1943      |                             |
| 11     | West Malling  | Kent           | 07 septembre 1943 |                             |
| 12     | Digby         | Lincolnshire   | 19 septembre 1943 |                             |
| 11     | Hawkinge      | Kent           | 01 octobre 1943   |                             |
| 11     | Rochford      | Essex          | 12 octobre 1943   |                             |
| 11     | Hawkinge      | Kent           | 31 octobre 1943   |                             |
| 11     | Hornchurch    | Essex          | 30 décembre 1943  | Conversion sur Spitfire IXb |
| 9      | Llanbedr      | Merioneth      | 08 février 1944   |                             |
| 11     | Hornchurch    | Essex          | 19 février 1944   |                             |
| 11     | Hawkinge      | Kent           | 10 mars 1944      | Conversion sur Spitfire Vc  |
| 14     | Peterhead     | Aberdeenshire  | 14 mars 1944      |                             |
| 11     | Friston       | Sussex         | 25 avril 1944     |                             |
| 11     | Westhampnett  | Sussex         | 03 juillet 1944   | Spitfire IX                 |
| 11     | Hawkinge      | Kent           | 08 août 1944      | Conversion sur Spitfire XIV |
| 83     | Lympne        | Kent           | 29 septembre 1944 | 2TAF                        |
| 83     | Evere         | Belgique       | 03 décembre 1944  | 127 Wing, 2 TAF             |
| 83     | Ophoven       | Belgique       | 31 décembre 1944  | 125 Wing, 2 TAF             |
| 83     | Eindhoven     | Pays-Bas       | 27 janvier 1945   | 125 Wing, 2 TAF             |
| 10     | Warmwell      | Dorset         | 17 mars 1945      |                             |
| 83     | Eindhoven     | Pays-Bas       | 03 avril 1945     | 125 Wing, 2 TAF             |
| 83     | Twente        | Pays-Bas       | 08 avril 1945     | 125 Wing, 2 TAF             |
| 83     | Celle         | Allemagne      | 16 avril 1945     | 125 Wing, 2 TAF             |

#### Appareils utilisé sous commandement RAF
| De            | A             | Appareil             | Variante  |
| ------------- | ------------- | -------------------- | --------- |
| Novembre 1941 | Avril 1942    | Supermarine Spitfire | Mk.II     |
| Février 1942  | Décembre 1943 | Supermarine Spitfire | Mk.Vb     |
| Décembre 1943 | Mars 1944     | Supermarine Spitfire | Mk.IX     |
| Mars 1944     | Juillet 1944  | Supermarine Spitfire | Mk.Vb, Vc |
| Juillet 1944  | Août 1944     | Supermarine Spitfire | Mk.IX     |
| Août 1944     | Octobre 1946  | Supermarine Spitfire | Mk.XIV    |
| Avril 1946    | Octobre 1946  | Supermarine Spitfire | LF.XVIe   |

#### Liste des commandants
Liste des commandants
| De            | A             | Nom                   |
| ------------- | ------------- | --------------------- |
| Novembre 1941 | Mars 1942     | Major J.M. Thompson   |
| Mars 1942     | Décembre 1942 | Major D.A. Guillaume  |
| Décembre 1942 | Janvier 1944  | Major A.L.T.J. Boussa |
| Janvier 1944  | Mars 1944     | Major L.O. Prevot     |
| Mars 1944     | Octobre 1944  | Major M.G.L. Donnet   |
| Octobre 1944  | Janvier 1945  | Major L. Collignon    |
| Janvier 1945  | Février 1945  | Major T. Spencer      |
| Mars 1945     | Avril 1945    | Major F. Wooley       |
| Avril 1945    | Avril 1945    | Major T. Spencer      |
| Avril 1945    | Août 1945     | Major H. Walmsley     |
| Août 1945     | Octobre 1946  | Major R. Van Lierde   |

Citations
- DIEPPE 1942
- NORMANDIE 1944
- ARDENNES BELGES
- CAMPAGNE DE HOLLANDE
- CAMPAGNE D'ALLEMAGNE

### Force Aérienne belge

#### Unités
En octobre 1946, à la suite de son inclusion dans la force aérienne belge, la 350e escadrille est stationnée sur la base aérienne de Beauvechain et intégrée au 160e Wing. Le 1er février 1948, le 160e Wing devient le 1er Wing de Chasse.
En 1993, à la suite d'une restructuration des Forces Armées, le 1er Wing de Chasse est dissous et devient le 1er Wing. Le 4 mars 1996, l'escadrille quitte Beauvechain, pour rejoindre le 2e Wing Tactique à Florennes.

#### Appareils utilisés
En juillet 1949 débute l'ère des avions à réaction. 48 Gloster Meteor F4 sont livrés au 1W composé des 4e, 349e et 350e escadrille. En mai 1951, les Meteor F4 sont remplacés par des Meteor F8.
Le 10 décembre 1953, le major Van Lierde et le capitaine Bodart deviennent les premiers pilotes belges à franchir le mur du son lors d'un vol d'évaluation du Hawker Hunter au dessus de la Grande-Bretagne.
À la fin de 1956, l'OTAN décide, à la suite de l'augmentation des tensions entre les deux blocs, de créer un rôle de Quick Reaction Alert (QRA) qui sera partiellement levé dans les années 1890. Le QRA est toujours d'actualité, comme en témoignent les opérations Baltic Air Policing
En avril 1957, l'arrivée du Hawker Hunter MK4 ouvre l'ère supersonique pour la Force Aérienne belge. Cette arrivée marque aussi la fin du marquage MN présent dès les origines de l'unité.
En décembre 1957, l'escadrille perçoit ses premiers Avro Canada CF 100 "Canuck" qui permettent des missions de chasse par tous les temps du fait de la présence d'un navigateur/opérateur radar. En décembre 1958, l'escadrille est déclarée opérationnelle sur CF-100. Le 1er Fighter Wing devient le 1er All Weather Fighter Wing Force Aérienne belge et sera la seule unité étrangère à utiliser cet appareil.
Le 1er août 1964, l'unité change encore d'appareil pour voler sur des F-104G et assure alors, avec la 349e Escadrille, le rôle de "Quick Reaction Alert"(QRA). Les F-104 seront officiellement retiré de l'unité le 10 avril 1981.
En juin 1975, la décision est prise de remplacer les F-104G par des F-16, la 350e Escadrille début sa conversion le 3 mars 1980 et devient opérationnelle sur ce type d'avion  le 1er janvier 1982. 
En 1993, le "Plan de restructuration des forces armées" du ministre Leo Delcroix a imposé des coupes budgétaires drastiques à l'armée de l'air belge. La dissolution de la 1re escadre de chasse a eu lieu au début de 1996 et la 350e quitte Beauvechain et se déplaçe vers Florennes rejoindre la 2e Escadre tactique le 4 mars 1996. Son ordre de bataille passe de 18 a 12 F-16.

## Traditions

### Devise
- Belgae Gallorum Fortissimi

### Drapeau

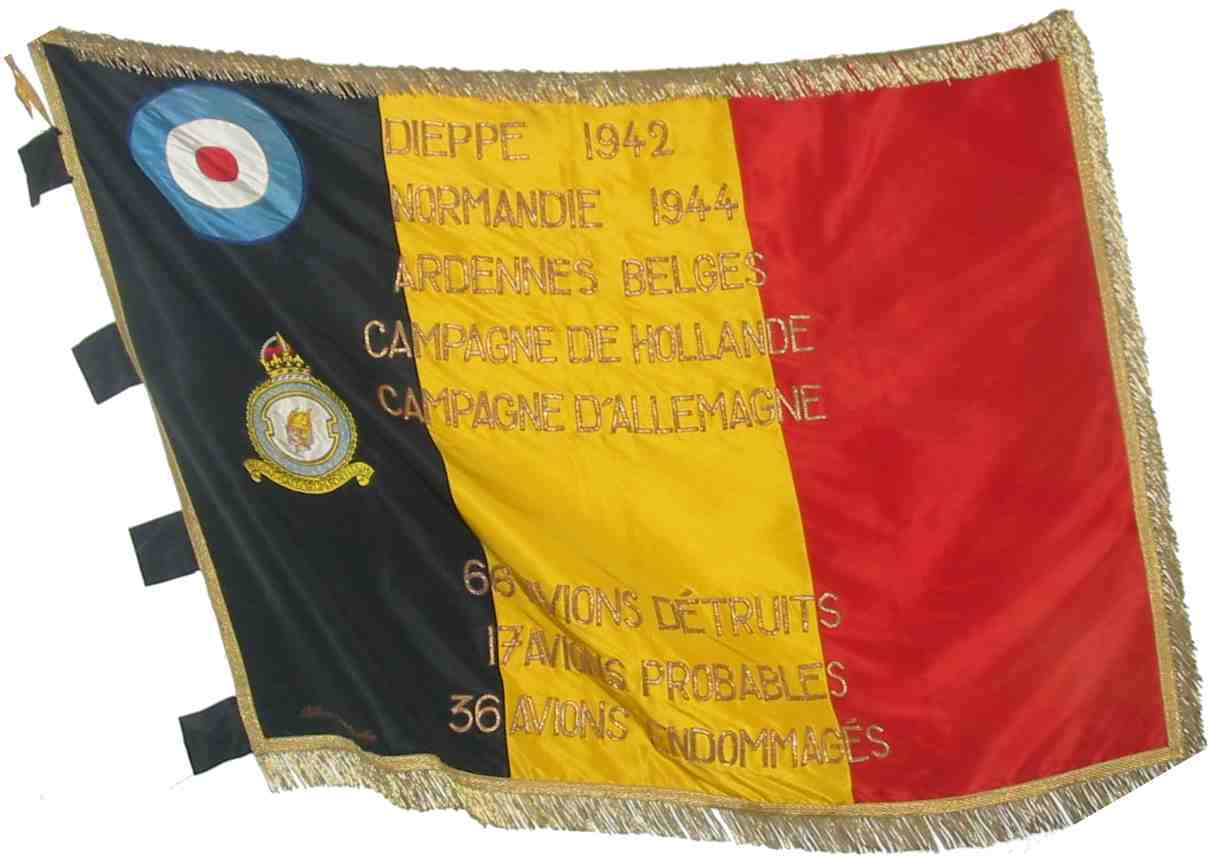
Etendard de Campagne du 350(F)Squadron

Il porte, peintes en lettres d'or dans ses plis, les inscriptions suivantes :
DIEPPE 1942
NORMANDIE 1944
ARDENNES BELGES
CAMPAGNE DE HOLLANDE
CAMPAGNE D'ALLEMAGNE

## Participation aux opérations
- Operation Decisive Endeavour en Yougoslavie de 1996 à 1998
- Operation Deliberate Guard en Yougoslavie de 1998 à 2001
- Opération Allied Force en Bosnie et au Kosovo en 1999
- Déploiement dans le cadre de Baltic Air Policing en 2004, 2007, 2013, 2015, 2016 et 2019
- Operation Eastern Eagle, dans le cadre de l'ISAF de 2005 à 2006
- Operation Guardian Falcon, dans le cadre de l'ISAF de 2008-2014
- Operation Unified Protector en Libye en 2011
- Operation Desert Falcon en Irak de 2014 à 2017
- Operation Inherent Resolve en Irak en 2020